# Cartosio
Cartosio är en ort och kommun i provinsen Alessandria i regionen Piemonte i Italien. Kommunen hade 737 invånare (2018).